# آرنسبورگ
شهر آرنسبورگدر ایالت شلسویگ-هولشتاین در کشور آلمان واقع شده است.